# مزرعة قلعة ميس
مزرعة قلعة ميس هي إحدى المزارع غير المأهولة في قضاء النبطية في محافظة النبطية.
تحوي على قلعة قديمة ومهملة وعلى مساحات من الأراضي المملوكة لعائلة واحدة، ولا تحوي منازل ولا سكان.
لمزيد من التفاصيل عن القلعة مراجعة مقال (قلعة ميس)